# Тихоокеанский регион
Эта статья — об экономическом регионе. О вулканическом регионе см. Тихоокеанское вулканическое огненное кольцо; о кинофильме см. Тихоокеанский рубеж.

Страны Тихоокеанского региона залиты синим

Тихоокеанский регион, Тихоокеанское кольцо (англ. Pacific Rim) — экономический термин, обобщающее название стран, имеющих прямой выход к Тихому океану, а также островов, находящихся в нём. Регион почти совпадает с Тихоокеанским вулканическим огненным кольцом.
В регионе расположены ряд крупных международных и общественных организаций: АТЭС, Центр «Восток—Запад», Институт Тихоокеанского бассейна, Институт Азиатских исследований.
В регионе регулярно проводятся крупнейшие в мире международные военно-морские учения — RIMPAC.

## Список стран
| - Океания (суверенные государства) - Микронезия - Маршалловы Острова - Палау - Кирибати - Папуа — Новая Гвинея - Соломоновы Острова - Науру - Тувалу - Австралия - Вануату - Фиджи - Самоа - Тонга - Новая Зеландия - Океания (зависимые территории) - Британские заморские территории - Острова Питкэрн - Внешние территории Австралии - Остров Норфолк - Заморские территории Франции - Новая Каледония - Уоллис и Футуна - Французская Полинезия - Островное Чили - Остров Пасхи - Королевство Новой Зеландии - Токелау - Ниуэ - Острова Кука - Островные территории США - Северные Марианские Острова - Гуам - Американское Самоа - США - Гавайи | - Северная Америка - Канада (только Западная Канада) - США (только Западные США и Аляска) - Мексика - Коста-Рика - Сальвадор - Гватемала - Гондурас - Никарагуа - Панама - Южная Америка - Колумбия - Эквадор - Перу - Чили - Россия (только Дальний Восток) - Восточная Азия - Китай (только Восточный Китай) - Гонконг - КНДР - Республика Корея - Япония - Китайская Республика - Юго-Восточная Азия - Вьетнам - Камбоджа - Таиланд - Малайзия - Сингапур - Восточный Тимор - Филиппины - Индонезия - Бруней |

## Список портов
В Тихоокеанском регионе очень развиты международные водные перевозки. Десять самых загруженных контейнерных портов мира, за исключением дубайского порта Джабаль-Али (9-е место), находятся в регионе. Здесь расположены 29 из 50 самых загруженных портов контейнерных перевозок в мире. Ниже перечислены эти 29 портов.
В скобках после названия порта указано место, которое он занимает в списке «Самые загруженные грузовые порты мира».
- Республика Корея
  - Пусан (5)
- Япония
  - Токио[англ.] (25)
  - Иокогама[англ.] (36)
  - Нагоя (47)
  - Кобе (49)
- Китайская Республика
  - Гаосюн[англ.] (12)
- Гонконг
  - Гонконг (3)
- Китай
  - Шанхай (1)
  - Шэньчжэнь[англ.] (4)
  - Нинбо—Чжоушань (6)
  - Гуанчжоу (7)
  - Циндао (8)
  - Тяньцзинь (10)
  - Сямынь[англ.] (19)
  - Далянь[англ.] (21)
  - Ляньюньган (30)
  - Инкоу (34)
- Филиппины
  - Манила[англ.] (37)
- Вьетнам
  - Сайгон (28)
- Таиланд
  - Лаем-Чабанг[англ.] (22)
- Малайзия
  - Порт-Кланг (13)
  - Танджунг-Пелепас[англ.] (16)
- Сингапур
  - Сингапур (2)
- Индонезия
  - Танджунг-Приок[англ.] (24)
  - Сурабая (38)
- Канада
  - Ванкувер[англ.] (50)
- США
  - Лос-Анджелес[англ.] (17)
  - Лонг-Бич[англ.] (18)
- Панама
  - Бальбоа[англ.] (43)